# Guillermo Mackenna Serrano

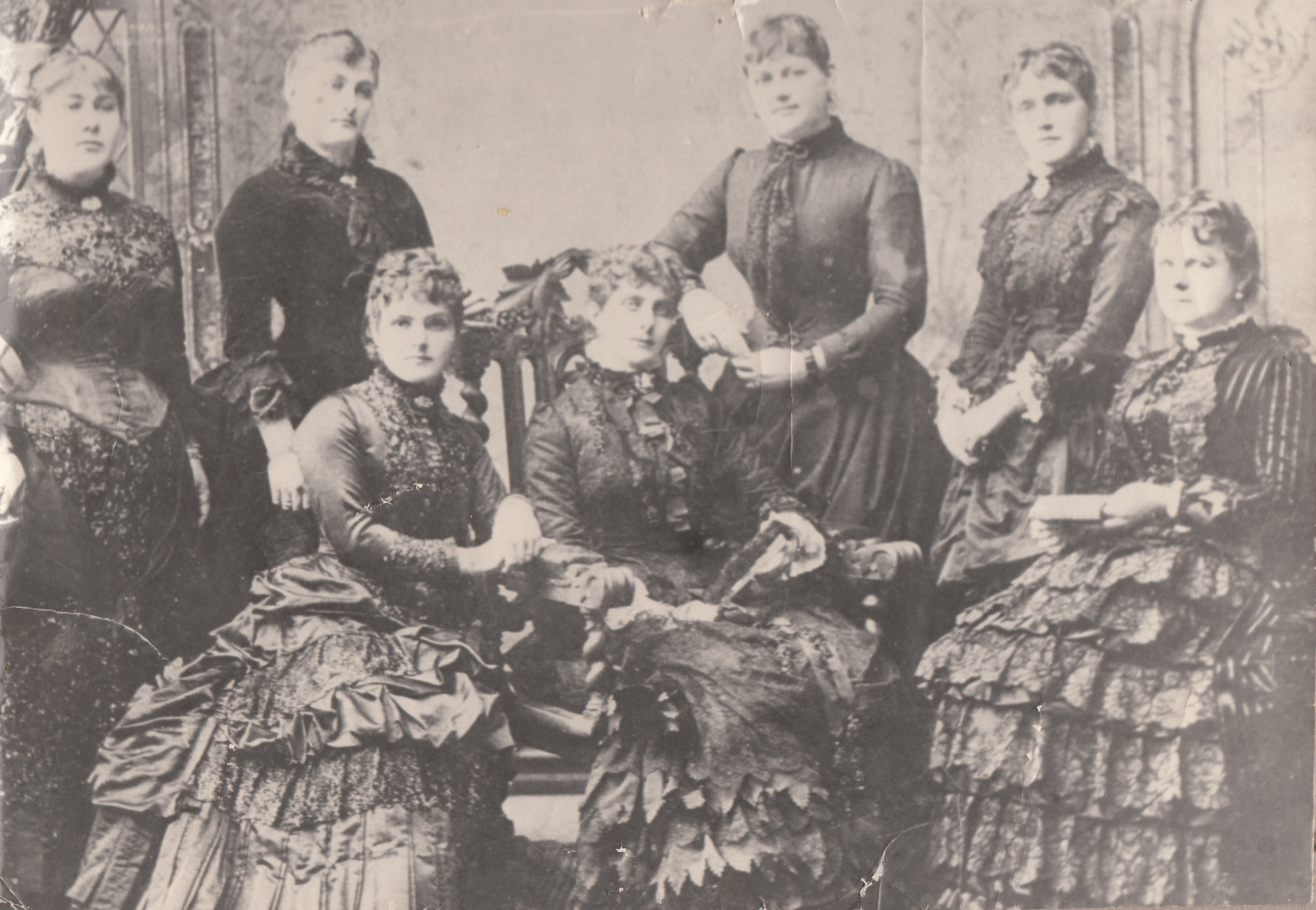
Hermanas Mackenna Serrano.

Guillermo Mackenna Serrano (Santiago de Chile, el 14 de enero de 1836 - ídem 1 de diciembre de 1908), fue un agricultor , intendente, Ministro de Obras Públicas y senador chileno.

## Familia
Hijo de Juan Mackenna Vicuña y Carmen Serrano Castro, fue nieto del general Juan Mackenna O'Reilly. Casado con Rita Cerda Ossa con quien tuvo 10 hijos, que fueron: Guillermo, Adolfo, José Luis, Inés, Josefina, Carmela, Rita, María Luisa, Juan y Rosa. 

## Carrera pública
Militante del Partido Liberal, fue Intendente de Santiago (1879-1881) y Ministro de Industria y Obras Públicas (1888-1889).
Durante la Revolución de 1891 se ve envuelto en una serie actividades que le obligaron a salir del país rumbo a Europa, donde vivió exiliado, hasta retornar y reasumir su rol senatorial.
Elegido Senador por Antofagasta (1891-1897), integró la comisión permanente de Hacienda e Industria.